# South African Rugby Union
Die South African Rugby Union (SARU) ist der nationale Dachverband für Rugby Union und Siebener-Rugby in Südafrika. Der im Jahr 1992 gegründete Verband hat seinen Sitz in Kapstadt. Seitdem vertritt er Südafrika beim Weltverband World Rugby und beim Kontinentalverband Rugby Africa.

## Aufgabe
Die South African Rugby Union stellt die Südafrika vertretenden Nationalmannschaften, einschließlich der für die Männer, Frauen und Jugend, zusammen. Die Junior Springboks sind die U-20-Nationalmannschaft und nehmen an der entsprechenden Rugby Championship sowie den Weltmeisterschaften teil. Hinzu kommen die Blitzboks, die Nationalmannschaft für Siebener-Rugby und da dies eine olympische Sportart ist, arbeitet sie hier mit dem South African Sports Confederation and Olympic Committee zusammen. Zusammen mit der Unión Argentina de Rugby, Rugby Australia und New Zealand Rugby leitet sie als eine gemeinsame Unternehmung das Konsortium SANZAAR, das verantwortlich zeichnet für Super Rugby und The Rugby Championship, den beiden wichtigsten Rugby-Union-Turnieren der Südhemisphäre.
Daneben organisiert der Verband das Kinder- und Jugend-Rugby in Südafrika. Kinder und Jugendliche werden bereits in der Schule an den Rugbysport herangeführt und je nach Interesse und Talent beginnt dann die Ausbildung. Die talentiertesten Spieler auf Schulebene werden jährlich nach der Craven Week (benannt nach Danie Craven) im Team SA Schools zusammengeführt. Jede südafrikanische Universität besitzt eine eigene Rugbymannschaft, die am Varsity Cup und am Varsity Shield teilnehmen kann. Die SARU besteht aus 14 Regionalverbänden, die jeweils eine eigene Mannschaft für den Currie Cup, den ältesten und wichtigen Ligatitel in Südafrika, abstellen. Daneben findet jährlich die SuperSport Rugby Challenge statt.
Der Verband organisiert auch den nationalen Spielbetrieb. Der nationalen Meisterschaft übergeordnet ist die zusammen mit Mannschaften aus Irland und Wales sowie je zwei Franchises aus Italien und Schottland ausgetragene internationale Meisterschaft United Rugby Championship. Dabei ist Südafrika mit vier Franchises vertreten, die von der SARU betreut werden: Die Bulls aus Pretoria, die Lions aus Johannesburg, die Sharks aus Durban und die Stormers aus Kapstadt. Da sich die Spielzeiten nur wenig überschneiden, kommen zahlreiche Spieler in beiden Profiligen zum Einsatz.
Die South African Rugby Union richtet auch regelmäßig internationale Turniere aus. So waren sie bereits Gastgeber der Rugby-Union-Weltmeisterschaft 1995.

## Geschichte

### Anfangsjahre
Der 1889 gegründete Verband South African Rugby Board stand nur den Clubs der Weißen offen. Die Vereine der „Coloureds“ und der Schwarzen mussten sich in eigenen Verbänden organisieren und ihre Spieler blieben jahrzehntelang von der Nationalmannschaft ausgeschlossen.

### Unter der Apartheid
1949 wurde der südafrikanische Verband, zusammen mit seinen neuseeländischen und australischen Äquivalenten, Vollmitglied des International Rugby Football Board (IRFB, heute World Rugby), der zuvor nur aus Vertretern aus England, Irland, Schottland und Wales bestanden hatte.
Die Unterzeichnung der Gleneagles-Vereinbarung durch 33 Mitgliedstaaten des Commonwealth of Nations am 15. Juni 1977 verschärfte die sportliche Isolierung Südafrikas noch mehr. Sie sah die systematische Abkopplung des Landes von der Sportwelt des Commonwealth vor, um auf diesem Wege gegen die Apartheidpolitik vorzugehen. Die Vereinbarung enthielt auch Sanktionsmöglichkeiten für Mitglieder, die sich gegen diese Vereinbarung verhalten würden und das Abkommen plädierte für den Ausschluss von nachweislich rassistisch orientierten Vereinigungen im internationalen Sportgeschehen.
Die sich international gegen die Apartheid verschärfenden Positionen bewirkten auch innerhalb Südafrikas Diskussionen und Veränderungen. Das South African African Rugby Board, der Verband der schwarzen Rugbymannschaften, wechselte 1977 seinen Namen in South African Rugby Association (SARA). Es beschloss auch, den Teamnamen Leopards fallenzulassen, weil beide Bezeichnungen als „rassistisch konnotiert“ in die Kritik gekommen waren. Der früher bei den Springboks spielende Cheeky Watson wechselte zur gemischtdemografischen South African Rugby Union (SARU), wo er ein führendes Teammitglied in der Kapprovinz-Auswahl wurde. Im April 1978 kam es infolge der internationalen Reaktionen zu einem Treffen der südafrikanischen Rugbyverbände. Daran waren die SARA (schwarz), das SARB (weiß), die SARU und die South African Rugby Federation der Coloureds beteiligt. Zu den Ergebnissen gehörte eine Übereinkunft, dass künftig auch Spiele auf den Ebenen der Vereine, Provinzen und des Landes auf offenen Sportplätzen ohne demografische Segregation stattfinden sollen. Der SARU-Präsident Abdul Abbas erklärte danach jedoch, dass er keine weiteren Gespräche über solche gemischten Matches führen wolle, bis die Regierung alle Gesetze aufgehoben habe, die solche Veranstaltungen verbieten oder behinderten.

### Seit der Wiederzulassung
Der Verband wurde am 23. Mai 1992 nach dem Ende der Apartheid gegründet. Er entstand aus der Vereinigung des nur für Weiße zugelassenen South African Rugby Board und der für alle Bevölkerungsgruppen offenen South African Rugby Union. Im selben Jahr wurde die South African Rugby Union als Vollmitglied in den International Rugby Football Board (IRFB, heute World Rugby) aufgenommen. Im Juli desselben Jahres trat der südafrikanische Verband der Confédération Africaine de Rugby (Confederation of African Rugby, heute Rugby Africa), bei und ist seitdem der mit Abstand größte Verband des Kontinentes. Die neue Organisation hieß zunächst South African Rugby Football Union (SARFU) und nahm 2005 den heutigen Namen an. Erster Verbandspräsident wurde der frühere Nationalspieler und -trainer Danie Craven.
Ein wichtiger Entwicklungsschritt war 1995 die Öffnung des Sports für Profispieler, im selben Jahr fand in Südafrika die Weltmeisterschaft statt. Ebenfalls 1995 gründeten die Verbände Südafrikas, Neuseelands und Australiens das Konsortium SANZAR, um Fernsehübertragungsrechte für zwei neue Wettbewerbe zu verkaufen, die internationale Liga Super 12 (heute Super Rugby) und das Tri-Nations-Turnier der Nationalteams (heute The Rugby Championship). Die zunehmende Kommerzialisierung führte im Jahr 2001 zur Gründung des Unternehmens SA Rugby (Pty) Ltd., das die Vermarktung sowie die Markenrechte der Nationalteams und sonstiger Auswahlmannschaften übernahm.

## Organisation

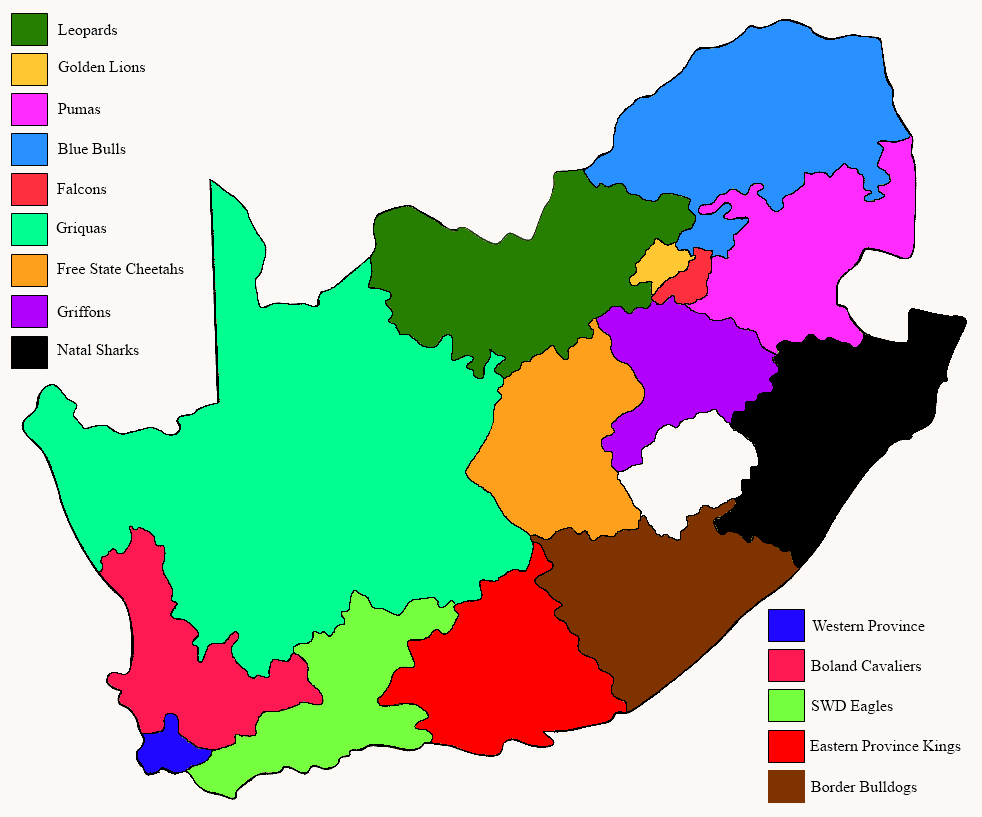
Karte der südafrikanischen Regionalverbände und deren Mannschaften

Die SARU gliedert sich in 14 Regionalverbände, die in der nationalen Meisterschaft Currie Cup durch je eine Auswahlmannschaft vertreten sind. Diese setzen sich aus Spielern der angeschlossenen Vereine zusammen.
- Blue Bulls Rugby Union (Pretoria)
- Boland Rugby Union (Wellington)
- Border Rugby Football Union (East London)
- Eastern Province Rugby Union (Gqeberha)
- Falcon-Valke Rugby Union (Brakpan)
- Free State Rugby Union (Bloemfontein)
- Golden Lions Rugby Union (Johannesburg)
- Griffons Rugby Union (Welkom)
- Griqualand West Rugby Union (Kimberley)
- KwaZulu-Natal Rugby Union (Durban)
- Leopards Rugby Union (Potchefstroom)
- Mpumalanga Rugby Union (eMalahleni)
- South Western Districts Rugby Football Union (George)
- Western Province Rugby Football Union (Kapstadt)

## Logo
Der Spitzname der Springboks entstand während der Tour von 1906/07 auf die Britischen Inseln. Der damalige Kapitän Paul Roos wählte den Springbock als Logo aus, um zu verhindern, dass die britische Presse einen eigenen Spitznamen für die Südafrikaner erfand. Das Logo war nicht nur für die damalige „weiße“ Mannschaft gedacht – das Springboklogo wurde 1939 von der ersten „farbigen“ Mannschaft verwendet und 1950 von der ersten „schwarzen“ Mannschaft. Nach dem Ende der Apartheid fügte man 1992 dem Logo eine stilisierte Blüte der Protea hinzu. Nach dem Sieg des ANC bei den ersten demokratischen Wahlen für alle Südafrikaner im Jahr 1994 wurde auf Initiative des damaligen Präsidenten Nelson Mandela der Spitzname der Rugbymannschaft im Gegensatz zu dem der Cricket-Nationalmannschaft nicht in „Proteas“ geändert. Gelb/gold und grün sind die nationalen Sportfarben Südafrikas und finden sich auch auf der Landesflagge.